# Truyền hình chiếu mạng

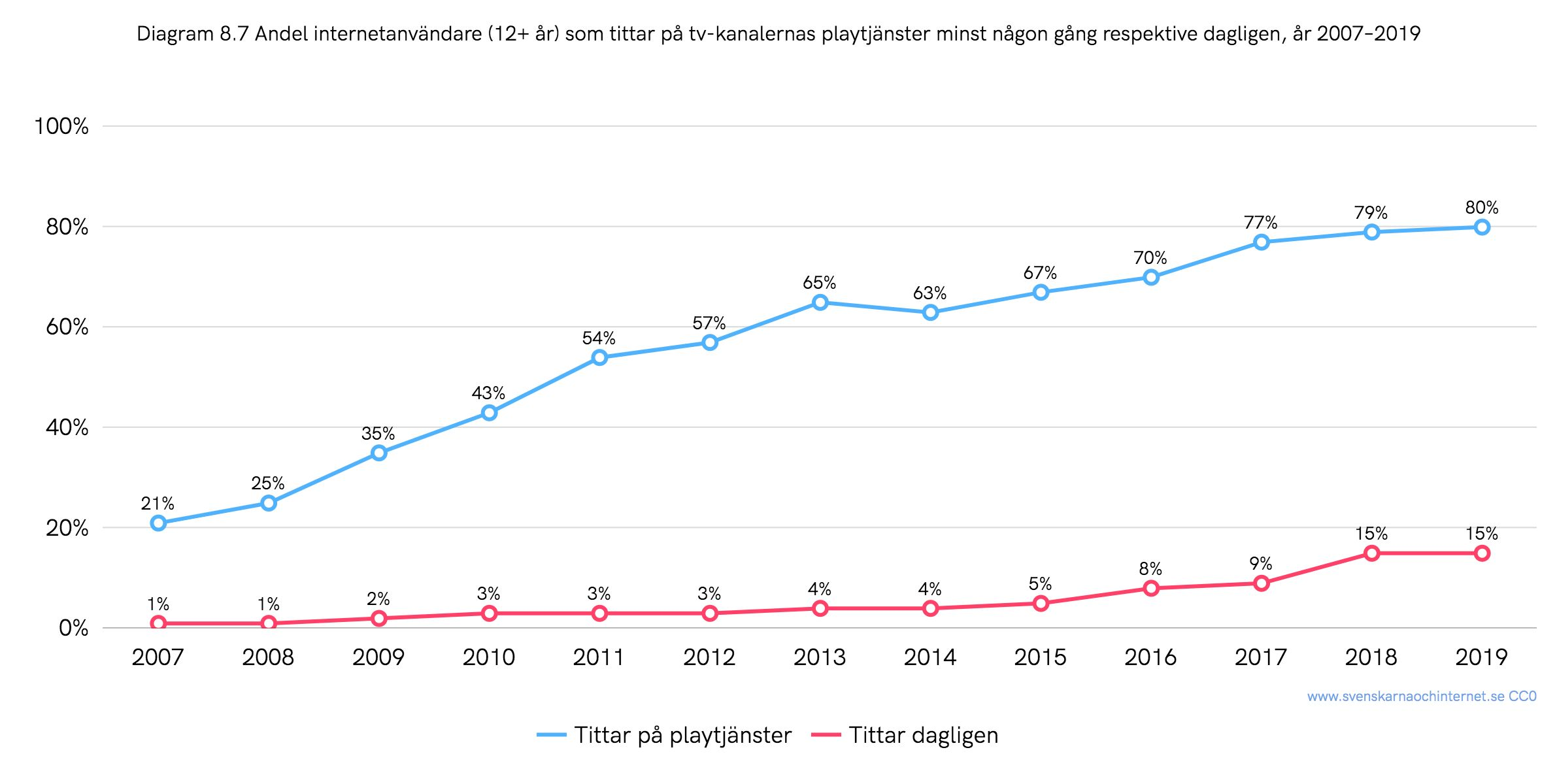
Đây là chương trình độc quyền có nhiều phân đoạn khác nhau

Truyền hình chiếu mạng (tiếng Anh: web television hay Web TV) được biết đến là những chương trình độc quyền được chia thành nhiều phần hoặc phân đoạn khác nhau chỉ được phát sóng thông qua mạng Internet. Ngày nay, nhìn chung cụm từ "truyền hình chiếu mạng" đôi khi cũng được người dùng sử dụng để nói đến khái niệm "truyền hình trực tuyến", bao gồm các chương trình được phát sóng đồng thời thông qua Internet và các kênh truyền thống như truyền hình cáp hay truyền hình vệ tinh.
Nội dung của truyền hình chiếu mạng thường là chuỗi các chương trình chiếu mạng, chương trình ngắn tập, phim hoạt hình ngắn (animated shorts) và video riêng biệt nhằm bổ sung thêm thông tin, nội dung cho các chương trình phát sóng qua kênh truyền thống. Những nhà phân phối nội dung truyền hình chiếu mạng thường được biết đến là Amazon, Blip.tv, Crackle, Hulu, Netflix, Newgrounds, Roku và YouTube. Một số nhà sản xuất nội dung cho truyền hình chiếu mạng có thể kể đến như Generate LA-NY, Next New Networks, Revision3 và Vuguru.